# Les choristes - I ragazzi del coro
Les Choristes - I ragazzi del coro  è un film del 2005 diretto da Christophe Barratier.
Il nocciolo della storia è tratto dal film del 1945 La gabbia degli usignoli diretto da Jean Dréville, che ottenne una candidatura agli Oscar del 1948.

## Trama
New York. Pierre Morhange è un famoso direttore d'orchestra francese, che riceve una telefonata dalla Francia: sua madre è morta. Tornato in Francia, la sera dopo il funerale, uno sconosciuto, anch'egli presente al funerale, bussa alla sua porta. Inizialmente Pierre non lo riconosce, ma quando l'uomo si presenta come Pepinot, improvvisamente si ricorda: cinquant'anni prima i due, quando erano ragazzi, erano stati tenuti in un collegio per bambini difficili chiamato "Fond de l'étang" (Fondo dello stagno). Guardando le foto assieme, a un certo punto Pepinot passa a Pierre un diario, scritto da Clément Mathieu, loro sorvegliante all'istituto. Pierre comincia a leggere. 
1949. Mathieu, compositore e insegnante di musica rimasto senza lavoro, accetta un impiego da sorvegliante a Fond de l'étang. Viene accolto dal sadico e severissimo direttore Rachin, che gli parla dei ragazzi che frequentano l'istituto, del loro comportamento non corretto e gli presenta la sua regola azione-reazione. Suggerisce a Mathieu di non dare alcuna giustificazione agli alunni, nella convinzione che i ragazzi capiscono solo se puniti. Mathieu crede, invece, che per educarli sia possibile usare punizioni meno severe, instaurando con loro un dialogo e una maggiore comprensione. Dopo un paio di scherzi, sentendo i ragazzi cantare, decide anche di formare un coro diviso in tre gruppi, nonostante la contrarietà del direttore.
Una sera Mathieu sente Pierre Morhange, uno degli alunni più indisciplinati della classe, cantare un pezzo della canzone Vois sur ton chemin. Mathieu poiché vede nel ragazzo del buono lo incoraggia a smettere di comportarsi male perché non è cattivo ma che fa tutto ciò per sfogare la frustrazione del fatto che non ha mai avuto un padre a fargli da guida insieme al fatto che la madre non ci sia mai stata nella sua vita a causa del suo lavoro cosa che l'ha portato a finire in quel collegio a causa delle continue fughe dalla scuola pubblica da cui era stato espulso. Vedendo in Mathieu una sorta di padre comprensivo a fargli da guida Pierre smette di comportarsi da ribelle e accetta di farsi aiutare dal compositore. Il ragazzo, grazie al suo talento, viene nominato solista del coro.
Mathieu è comprensivo con i ragazzi, ma così facendo si attira le antipatie del direttore. Quest'ultimo, infatti, in realtà è un arrampicatore sociale insoddisfatto della sua condizione, che sfoga la propria rabbia sui ragazzi a cui, inoltre, ruba parte dei sussidi e che vede nella formazione del coro una critica alla sua autorità. Un giorno arriva all'istituto un nuovo ragazzo: Mondain, un delinquente trasferito dal carcere minorile, verso cui Rachin dimostra ancora meno comprensione, anche se di per sè Mondain non rende le cose facili infatti si comporta in modo indisciplinato e seppur Mathieu le tenti tutte a nulla valgono i metodi comprensivi del compositore. Mondain inoltre si comporta da bullo prima nei confronti di Pierre che insulta la professione della madre portandolo a scatenare una zuffa con il ragazzo e poi successivamente a prendersela con Pepinot arrivando a chiedergli dei soldi per andare in camera a dormire. Questo comportamento per Mathieu è il colmo e dopo aver sorpreso Mondain e uno dei ragazzi a mangiare di nascosto di sera ammonisce Mondain che qualora se la prenda nuovamente con Pepinot o gli si avvicini per tormentarlo gli renderà la vita impossibile e per una volta Mondain recepisce l'avvertimento smettendo di tormentare Pierre e Pepinot. Tuttavia Mondain tenta successivamente di rubare l'orologio a uno dei professori che per punizione lo rinchiude in cella per 15 giorni per dargli una lezione. Dopo l'accaduto dopo essere stato rilasciato dalla cella Mondain fugge dal collegio. Poiché nel frattempo vengono persi anche i soldi per i sussidi, Rachin incolpa immediatamente Mondain che, quando viene trovato e riportato all'istituto, viene interrogato da Rachin che gli chiede dove siano finiti i soldi ma Mondain nega di saperne qualcosa affermando di non aver rubato il denaro ma Rachin non credendogli lo picchia brutalmente di conseguenza Mondain lo aggredisce tentando di strangolare il direttore venendo fermato in tempo dai professori e a causa di ciò Mondain viene mandato in prigione.
Vedendo come il coro abbia portato molta più felicità, gli altri insegnanti dell'istituto cominciano ad appoggiare Mathieu dimostrando, in realtà, di tenere ai ragazzi; ma, dati i recenti sviluppi, Rachin proibisce la continuazione del coro. La cosa ha poca importanza: il coro diventa clandestino, e poco tempo dopo, zio Maxence, magazziniere dell'istituto, che già da prima vedeva la disumanità del direttore, ne rivela l'esistenza alle benefattrici e alla contessa locale, che viene ad ascoltare i ragazzi. Il coro ha molto successo e il direttore lascia che i ragazzi continuino a cantare in classe (ma solo per attribuirsi il merito dell'ideazione del coro). Anche il signor Langlois, insegnante di matematica, si unisce al coro accompagnandolo con il pianoforte. A un certo punto, zio Maxence trova i soldi scomparsi vicino all'armonica di uno dei ragazzi: questa è la prova che Mondain era davvero innocente, il vero autore del furto era in realtà Corbin di conseguenza Mathieu lo interroga privatamente e gli domanda che cosa volesse farci con quei soldi e il ragazzo ammette che voleva usare il denaro per comprarsi una mongolfiera. Mathieu che tiene comunque al ragazzo decide di non denunciarlo e tenta di convincere Rachin che Mondain non è responsabile del furto perché non sarebbe fuggito senza il denaro ma comunque Rachin si rifiuta di farlo scarcerare, poiché "se non è stato colpevole oggi, lo sarà stato ieri". Infatti data la natura di delinquente di Mondain sarebbe solo un danno per il collegio dato che ha causato solo problemi da quando è arrivato quindi per evitare altri problemi Rachin decide di far restare Mondain in carcere.
Nel frattempo Mathieu aveva dedicato parte del suo tempo ad "addomesticare" Morhange, nel tentativo di renderlo più educato. La cosa aveva avuto successo e, nel mentre, Mathieu si era avvicinato alla madre del ragazzo, Violette, raccontandole del talento del figlio nel canto e incitandola un giorno a farlo sviluppare.
Un giorno, mentre Mathieu ha lasciato il collegio assieme ai ragazzi per portarli a giocare all'aperto quando il direttore non c'era, si scatena un incendio. Ad appiccarlo è stato Mondain, uscito dal carcere, per vendicarsi di Rachin. Mathieu viene licenziato per aver lasciato il collegio incustodito e quando se ne va i ragazzi, che sono chiusi in classe, lo salutano lanciandogli dalla finestra degli aeroplanini di carta, sulle note di Cerf volant. Mathieu se ne va commosso. 
Il diario è finito perché Mathieu non ha fatto in tempo a scrivere il resto, ma Pepinot racconta a Pierre quello che sa. Tornando a casa, Pierre ricorda ciò che è successo dopo il licenziamento di Mathieu: fu l'ennesima ingiustizia che convinse il resto del corpo docente a denunciare gli abusi perpetrati da Rachin, che fu licenziato a sua volta; Morhange, invece, dopo la partenza di Mathieu, tornò a vivere con sua madre e fu ammesso al conservatorio di Lione, da cui partì la sua carriera musicale. Mathieu continuò a insegnare e comporre fino alla fine della sua vita, mentre Pepinot, all'epoca il più piccolo dei ragazzi e orfano di entrambi i genitori, lasciò di nascosto l'istituto assieme a Mathieu, coronando il suo sogno. Infatti era convinto che un sabato, giorno in cui Mathieu lo aveva "adottato" e portato via con sé, suo padre sarebbe venuto a prenderlo.

## Curiosità
- I bambini, durante l'udienza di Clément Mathieu, scelgono diverse canzoni popolari tra cui: Il est né, le divin enfant, Vive la Bretagne, J'ai du bon tabac, L'amour est un oiseau rebelle, Maréchal, nous voilà ! e una variante "licenziosa" di À la claire fontaine.

## Distribuzione
Il film è uscito in Francia il 17 marzo 2004 mentre in Italia il 29 ottobre seguente.

## Riconoscimenti
Ha ricevuto due candidature ai Premi Oscar del 2005, come miglior film straniero e per la miglior canzone per Vois sur ton chemin, musica di Bruno Coulais e testo di Christophe Barratier.